# Margarethe Vermersen
Margarethe Vermersen († 18. oder 19. Dezember 1482 in Hamburg) war eine Äbtissin des Klosters Harvestehude.

## Leben und Wirken
Margarethe Vermersen stammte aus einer Familie, die der Hamburger Oberschicht angehörte und mit der Familie des Bürgermeisters Kersten Miles verwandt war. Sie hatte eine Schwester und eine Cousine, die Nonnen im Kloster Harvestehude waren, dessen Leitung Margarethe Vermesen 1465 von Elisabeth von der Hove übernahm. Das Klostergebäude war zur Zeit von der Hoves und des Propstes Johann Schreye umfangreich renoviert worden. Neben Reparaturen am Dach der Kirche entstanden Wirtschaftsgebäude und ein renoviertes Dormitorium. Im Vorfeld der Renovierungsarbeiten war in Hamburg eine Bruderschaft ins Leben gerufen worden, die den Nonnen Lebensmittel spendete und sich davon eigenes Wohlergehen erhoffte. Die Baumaßnahmen erwiesen sich als derart kostspielig, dass das Kloster in finanzielle Schwierigkeiten geriet, auf die eigenen Rücklagen zurückgreifen musste und nur noch in geringem Umfang mit Rentenpapieren handeln konnte.
Margarethe Vermersen übernahm die Klosterleitung daher unter schwierigen Umständen. Sie musste neue Wege finden, damit das Kloster von der Spendenbereitschaft der frommen Bevölkerung profitieren konnte. Die Möglichkeit dazu bot sich im Frühherbst 1482, in dem angeblich ein glühender Kohlkopf auf einem Feld in Eppendorf gefunden wurde. Die Schwestern des Klosters organisierten eine Prozession zu dem Acker, um das vermeintliche Wunder in Augenschein zu nehmen. Da die Wurzeln des ausgegrabenen Kohlkopfes einem Kreuz ähnelten, wurde eine Bäuerin des Hostienfrevels bezichtigt. Sie habe auf dem Feld eine gesegnete Hostie im Erdboden vergraben, um den Ernteertrag zu erhöhen. so die Anklage. Die Bäuerin wurde daraufhin umgebracht. Die Nonnen nahmen den Kohlkopf mit und stellten ihn in einer 200 Pfund Silber teuren, eigens dafür angefertigten Monstranz in der Kirche aus. Das Kloster entwickelte sich daraufhin zu einem Wallfahrtsort für Frauen, die vor dem vermeintlichen Wunder für die Erfüllung ihrer Kinderwünsche beteten. Der Kohlkopf mit Wurzeln in Kreuzform war eine von Menschenhand gefertigte Fälschung, die heute in der Hofburg in Wien aufbewahrt wird.
Neben der Finanzierung des Klosters durch Spendeneinnahmen musste Margarethe Vermersen auch andere Probleme lösen. Seit Anfang der 1430er Jahre besaß das Kloster das Dorf Wellingsbüttel. Es handelte sich um eine Schenkung zweier Hamburger Bürger, für die der Erzbischof von Bremen über ein Rückkaufsrecht verfügte. 1482 war Heinrich von Schwarzburg Erzbischof von Bremen. Er galt als durchsetzungswillig und aggressiv und forderte vom Kloster die Rückgabe Wellingsbüttels an das Bremer Erzbistum. Nachdem Vermersen und Propst Johann Schreyer dem Ansinnen von Schwarzburgs widersprochen hatten, kündigte dieser einen persönlichen Besuch an, in dessen Rahmen er die Nonnen zwingen wollte, die strengen Regeln der Bursfelder Kongregation einzuhalten. Ziel seines Besuchs des Klosters am 17. Dezember 1482 war auch, Margarethe Vermersen mit Unterstützung des Hamburger Rates als Äbtissin abzusetzen.
Der Bischof wurde von empörten Freunden und Verwandten der Ordensschwestern empfangen, die einem Aufruf Vermersens gefolgt waren. Unter ihnen war Katharina Arndes, die ihre Röcke hob und damit den Kaplan des Erzbischofs erzürnte. Während des Treffens entschieden die Ordensschwestern und der Bischof, die strittigen Punkte am folgenden Tag im Hamburger Rathaus zu verhandeln. Dort kam am 18. Dezember 1482 eine große Menschenmenge zusammen, die drohte, die aus Bremen angereisten Geistlichen zu ermorden, falls sie das Kloster Harvestehude weiter bedrängten. Margarethe Vermersen verstarb im Rahmen dieses Konflikts am 18. oder 19. Dezember 1482.
Die Streitigkeiten um Wellingsbüttel waren mit Vermersens Tod nicht beendet. Anfang 1483 folgten Verhandlungen zwischen dem Bremer Erzbischof, einem Ratsherren der Stadt Hamburg und den Ordensschwestern des Klosters, die sich bereiterklärten, ihre Ansprüche auf das Gut niederzulegen. Nach einem Volksaufstand 1484 kam es zu einem Vergleich zwischen den Bürgern und dem Rat der Stadt Hamburg, in dessen Rahmen der Rat die Schirmherrschaft über das Kloster Harvestehude übernahm.